# White space
A white space vagy whitespace angol szóösszetétel, jelentése fehér szóköz vagy üres hely. Az informatikában, elsősorban a programozásban és szövegszerkesztésben használatos kifejezés: alapvetően azokat a karaktereket értjük alatta, amelyek nem láthatóak a szövegben, viszont valamilyen egyedi funkcióval bírnak.

## Eredete
A régi ASCII-beli 7 bites kódolásban az első 32 karakter vezérlőkaraktereket jelölt, amelyekkel például nyomtatókat, lemezkezelést lehetett vezérelni. Ezek nagy része a mai modern eszközök esetén már nem bír fontos jelentéssel a 8 bites, UTF-8, Unicode karakterkészletek esetén. Ez alól kivételek például épp a white space karakterek.

## Awhite spacekarakterek
- Szóköz (angolul space)
- Tabulátor
- Vertikális tabulátor
- Új sor (angolul new line v. nl)
- Enter karakter – operációs rendszertől függően a jelölése:
  - DOS/Windows alatt: két white space karakterrel jelöljük: a <CR>, azaz angolul  Carriage Return (magyarul kocsi vissza) és az <LF>, angolul Line Feed vagyis soremelés.
  - Unix alatt: csak <LF>
  - Macintosh (Mac OS 9-ig) alatt: csak <CR>

## Szövegszerkesztés
Bármilyen szövegszerkesztő programot is használjuk – akár a legprimitívebbeket, mint a DOS Edit-jét, vagy akár dokumentumszerkesztőket, mint a LibreOffice, az OpenOffice.org vagy a Microsoft Office Word –, mindenhol white space-ekkel tudjuk tagolni szövegeinket.
Szavak elválasztására a space, azaz szóköz való, amely egy karakter hosszúságú üres hely. A tabulátorok többnyire beállított mennyiségű szóközt jelentenek. Új bekezdés kezdéséhez használjuk az Entert. Az egyszerűbb szerkesztők, mint a Jegyzettömb, nem különböztetik meg az Új sort az Új bekezdéstől. Ezzel szemben a MS Word, illetve az OpenOffice szövegszerkesztője lehetőséget ad arra, hogy egy bekezdésen belül is kezdhessünk új sort. Ez a Shift + Enter billentyűkombinációval lehetséges.

## White space-ek a programozásban
A white space-eknek kettős szerepe van a programozásban:
- egyrészt a szintaktikai szabályok betartása végett alkalmazzuk őket,
- másrészt a kód áttekinthetősége, strukturálása érdekében.

Pl. nézhet így is ki egy programrészlet:
```
select
 
*
 
from
 
fkkvkp
 

where
 
vkont
 
=
 
gt_vkont
.

loop
 
at
 
gt_vkont
.

if
 
gt_vkont
-
vkont
(
1
)
 
eq
 
’
K
’
.

CALL
 
FUNCTION
 
’
ISU_ADDRESS_PROVIDE
’

EXPORTING

BNAME
 
=
 
gt_vkont
-
vkont
.

endif
.

endloop
.

```

Ez a kód teljesen áttekinthetetlen, pedig csak 9 sor. Képzeljük el ugyanezt több száz soros programnál.
Azonban ugyanez white space-ekkel tagolva:
```
  
SELECT
 
*
 
FROM
 
fkkvkp

           
WHERE
 
vkont
 
=
 
gt_vkont
.

  
LOOP
 
AT
 
gt_vkont
.

    
IF
 
gt_vkont
-
vkont
(
1
)
 
EQ
 
’
k
’
.

      
CALL
 
FUNCTION
 
’
isu_address_provide
’

           
EXPORTING

                
bname
 
=
 
gt_vkont
-
vkont
.

    
ENDIF
.

  
ENDLOOP
.

```

Könnyen áttekinthető: ránézésre látni lehet, melyik utasítás melyikbe van beágyazva.
A programozási nyelvek többnyire figyelmen kívül hagyják az egymást közvetlenül követő white space-eket. Például ha 12 szóköz van közvetlenül egymás után, az ugyanazt jelenti a fordító vagy értelmező számára, mint ha csak egy lenne.
Egyes fejlesztői környezetek még automatikus strukturálás funkcióval is fel vannak szerelve. A Java – NetBeans -ben például ilyen lehetőség a Code Reformat, illetve az ABAP Workbench-ben a Pretty Printer.